# Ханевал
Ханевал (англ. Khanewal) — город в провинции Пенджаб, Пакистан, столица одноимённого округа. Население — 168 358 чел. (на 2010 год).

## История
Ханевал стал городом во времена Британской империи, здесь находился крупный железнодорожный узел.

## Транспорт
Через Ханевал проходит железнодорожная ветка Вазирабад-Ханевал, через него также проходит железнодорожная линия из города Карачи в Лахор.

## Демография
| 1961   | 1972   | 1981   | 1998    | 2010    |
| ------ | ------ | ------ | ------- | ------- |
| 49 093 | 67 746 | 89 090 | 132 962 | 168 358 |